# Manyima Stevelmans
Manyima Stevelmans (31 oktober 2000) is een Nederlandse voetbalster.
Stevelmans is geboren in Gambia en werd, samen met haar zusje, op haar 6e geadopteerd door een Nederlands gezin. Vanaf haar 7e was ze actief met atletiek en deed ze succesvol mee aan Limburgse en nationale kampioenschappen. Ze besloot echter om zich te gaan richten op voetbal en begon bij BSV Limburgia. Toen de trainer vertrok naar een club in Tüddern in Duitsland, is zij bij diezelfde club gaan voetballen. Na twee jaar ging zij weer terug naar BSV Limburgia. Stevelmans speelde tevens een jaar voor het Navarro College in Texas in Amerika.
In 2020 begon Stevelmans bij KRC Genk. Na een jaar stapte zij over naar Sporting Charleroi.